# Manor Solomon
Manor Solomon (מנור סולומון; Kfar Saba, 24 luglio 1999) è un calciatore israeliano, centrocampista o ala del Tottenham e della nazionale israeliana.

## Caratteristiche tecniche
Può giocare come ala sinistra dove riesce a esprimere al meglio le sue abilità finalizzative, ma può prestarsi anche ala ala destra o trequartista, entrando nel Leeds United è stato impiegato pure come esterno di centrocampo sulla fascia sinistra. Calcia bene con entrambi i piedi, calcia con precisione e potenza, ha un'ottima comprensione dello spazio, ciò gli consente di tirare bene dalla media distanza. In attacco si distingue per essere un bravo assist-man.

## Carriera

### Club

#### Maccabi Petah Tikva
Cresciuto nel settore giovanile del Maccabi Petah Tikva, ha esordito in prima squadra il 26 novembre 2016 disputando l'incontro di Ligat ha'Al perso 2-1 contro l'Hapoel Haifa. Il 28 marzo 2017 realizza la sua prima rete in campionato, nella vittoria in casa per 2-0 contro lo Bnei Yehuda.
Nell'edizione 2017-2018 del campionato israeliano, Solomon realizza quattro reti, sigla con un gol contro l'Ashdod e l'Hapoel Akko vincendo per 2-1 entrambi i match, inoltre con un gol e un assist vincente contribuisce al pareggio per 2-2 contro la Maccabi Haifa. Con la maglia del Maccabi Petah Tiqwa Dopo colleziona complessivamente 82 presenze e 10 reti in due anni e mezzo.

#### Šachtar e Fulham
L'11 gennaio 2019 viene acquistato dagli ucraini dello Šachtar. Un mese dopo esordisce con i Minatori, giocando l'incontro di Prem"jer-liha vinto per 2-0 contro l'Oleksandrija. Vince la Coppa Ucraina, contro la Dinamo Kiev la partita finisce in pareggio per 1-1, ai calci di rigore Solomon non riesce a segnare ma questo non pregiudica il risultato che vede lo Šachtar imporsi per 4-3, nella finale contro l'Inhulec Solomon segna la rete che fissa il punteggio sul 4-0. Solomon debutta nelle competizioni europee, disputando l'incontro dei sedicesimi di finale di Europa League pareggiato per 2-2 contro l'Eintracht Francoforte, partita nella quale subentra al 68' a Marlos.Vince il campionato ucraino dove, il 1º settembre successivo invece, realizza la sua prima rete in campionato con lo Šachtar, nella vittoria per 0-4 sul campo dell'Olimpik Donec'k, sigla un gol anche nella vittoria per 4-2 ai danni del Desna Černihiv, l'ultima rete invece la mette a segno nel pareggio per 2-2 contro il Oleksandrija. Il 1º ottobre 2019 mette a segno il suo primo gol nelle coppe europee, realizzando la rete del definitivo 2-1 al minuto 95' ai danni dell'Atalanta in Champions League.
Il 5 agosto 2020 segna un gol in Europa League battendo per 3-0 il Wolfsburg. Nell'edizione 2020-2021 della Champions League segna una rete in entrambe le partite vinta contro il Real Madrid, la prima con un seccesso per 3-2 mentre la seconda prevalendo per 2-0.
Il 25 luglio 2022 viene ceduto al Fulham con la formula del prestito. Nella FA Cup Solomon segna il gol del 2-0 battendo il Leeds, mentre nella Premier League la sua rete permette alla squadra di sconfiggere per 1-0 il Brighton, realizza il gol del 1-1 pareggiando contro il Wolverhampton, segna la rete del 2-0 vincendo ai danni del Nottingham Forest, il suo ultimo gol per la squadra lo mette a segno nella sconfitta per 3-2 contro il Brentford.

#### Tottenham e Leeds United
L'11 luglio 2023, rimasto svincolato, firma un contratto di cinque stagioni con il Tottenham.Il 27 agosto 2024, dopo avere trovato poco spazio con gli Spurs a causa di un infortunio al menisco rimediato nell'ottobre 2023 (disputando la sua ultima partita nel mese di settembre), viene ceduto in prestito al Leeds United.Vince la Championship dove Solomon realizza 10 reti contribuendo al successo.

### Nazionale
Dopo aver compiuto una lunga trafila nelle nazionali giovanili israeliane, il 7 settembre 2018 ha esordito con la nazionale israeliana, nella gara persa per 1-0 sul campo dell'Albania in UEFA Nations League, subentrando al 71' a Beram Kayal.
Nell'edizione 2020-2021 della Nations League, nel match contro la Slovacchia, all'inizio in svantaggio di due reti, Eran Zahavi con una tripletta porta alla rimonta e Israele vinte per 3-2, la prima rete di Zahavi la segna con un colpo di testa tramite un calcio d'angolo battuto da Solomon, nel successo per 1-0 contro la Scozia invece Solomon insacca il primo gol con la maglia della nazionale.
Il 4 settembre 2021 nella partita contro l'Austria che si è conclusa con una vittoria per 5-2 in favore di Israele, Solomon segna la prima rete del match.

## Statistiche

### Presenze e reti nei club
Statistiche aggiornate al 26 dicembre 2024.
| Stagione                   | Squadra                    | Campionato                 | Campionato | Campionato | Coppe nazionali | Coppe nazionali | Coppe nazionali | Coppe continentali | Coppe continentali | Coppe continentali | Altre coppe | Altre coppe | Altre coppe | Totale | Totale |
| Stagione                   | Squadra                    | Comp                       | Pres       | Reti       | Comp            | Pres            | Reti            | Comp               | Pres               | Reti               | Comp        | Pres        | Reti        | Pres   | Reti   |
| -------------------------- | -------------------------- | -------------------------- | ---------- | ---------- | --------------- | --------------- | --------------- | ------------------ | ------------------ | ------------------ | ----------- | ----------- | ----------- | ------ | ------ |
| 2016-2017                  | Maccabi Petah Tikva        | LhA                        | 13+9       | 1+1        | CI+TC           | 4+0             | 0               |                    | -                  | -                  |             | -           | -           | 27     | 2      |
| 2017-2018                  | Maccabi Petah Tikva        | LhA                        | 26+7       | 4+0        | CI+TC           | 1+4             | 0               |                    | -                  | -                  |             | -           | -           | 38     | 4      |
| 2018-gen. 2019             | Maccabi Petah Tikva        | LhA                        | 12         | 2          | CI+TC           | 1+5             | 0+2             |                    | -                  | -                  |             | -           | -           | 18     | 4      |
| Totale Maccabi Petah Tiqwa | Totale Maccabi Petah Tiqwa | Totale Maccabi Petah Tiqwa | 67         | 8          |                 | 15              | 2               |                    | -                  | -                  |             | -           | -           | 83     | 10     |
| gen.-giu. 2019             | Šachtar                    | PL                         | 4+7        | 0          | CU              | 3               | 1               | UCL+UEL            | 0+2                | 0                  | SU          | -           | -           | 16     | 1      |
| 2019-2020                  | Šachtar                    | PL                         | 12+8       | 1+2        | CU              | 0               | 0               | UCL+UEL            | 5+3                | 2+1                | SU          | 1           | 0           | 29     | 6      |
| 2020-2021                  | Šachtar                    | PL                         | 23         | 9          | CU              | 1               | 0               | UCL+UEL            | 6+4                | 2+0                | SU          | 1           | 0           | 35     | 11     |
| 2021-2022                  | Šachtar                    | PL                         | 16         | 4          | CU              | 1               | 0               | UCL                | 8                  | 0                  | SU          | 1           | 0           | 25     | 4      |
| Totale Šachtar             | Totale Šachtar             | Totale Šachtar             | 70         | 16         |                 | 5               | 1               |                    | 28                 | 5                  |             | 3           | 0           | 106    | 22     |
| 2022-2023                  | Fulham                     | PL                         | 19         | 4          | FACup+CdL       | 5+0             | 1+0             |                    | -                  | -                  |             | -           | -           | 24     | 5      |
| 2023-2024                  | Tottenham                  | PL                         | 5          | 0          | FACup+CdL       | 0+1             | 0+0             | -                  | -                  | -                  | -           | -           | -           | 6      | 0      |
| 2024-2025                  | Leeds Utd                  | FLC                        | 39         | 10         | FACup+CdL       | 0+0             | 0+0             | -                  | -                  | -                  | -           | -           | -           | 39     | 10     |
| Totale carriera            | Totale carriera            | Totale carriera            | 206        | 38         |                 | 26              | 4               |                    | 28                 | 5                  |             | 3           | 0           | 258    | 48     |

### Presenze e reti in nazionale
| Cronologia completa delle presenze e delle reti in nazionale ― Israele | Cronologia completa delle presenze e delle reti in nazionale ― Israele | Cronologia completa delle presenze e delle reti in nazionale ― Israele | Cronologia completa delle presenze e delle reti in nazionale ― Israele | Cronologia completa delle presenze e delle reti in nazionale ― Israele | Cronologia completa delle presenze e delle reti in nazionale ― Israele | Cronologia completa delle presenze e delle reti in nazionale ― Israele | Cronologia completa delle presenze e delle reti in nazionale ― Israele |
| Data                                                                   | Città                                                                  | In casa                                                                | Risultato                                                              | Ospiti                                                                 | Competizione                                                           | Reti                                                                   | Note                                                                   |
| ---------------------------------------------------------------------- | ---------------------------------------------------------------------- | ---------------------------------------------------------------------- | ---------------------------------------------------------------------- | ---------------------------------------------------------------------- | ---------------------------------------------------------------------- | ---------------------------------------------------------------------- | ---------------------------------------------------------------------- |
| 7-9-2018                                                               | Scutari                                                                | Albania                                                                | 1 – 0                                                                  | Israele                                                                | UEFA Nations League 2018-2019 - 1º turno                               | -                                                                      | 71’                                                                    |
| 15-11-2018                                                             | Netanya                                                                | Israele                                                                | 7 – 0                                                                  | Guatemala                                                              | Amichevole                                                             | -                                                                      | 55’                                                                    |
| 21-3-2019                                                              | Haifa                                                                  | Israele                                                                | 1 – 1                                                                  | Slovenia                                                               | Qual. Euro 2020                                                        | -                                                                      | 63’                                                                    |
| 10-6-2019                                                              | Varsavia                                                               | Polonia                                                                | 4 – 0                                                                  | Israele                                                                | Qual. Euro 2020                                                        | -                                                                      | 72’                                                                    |
| 5-9-2019                                                               | Be'er Sheva                                                            | Israele                                                                | 1 – 1                                                                  | Macedonia del Nord                                                     | Qual. Euro 2020                                                        | -                                                                      | 89’                                                                    |
| 9-9-2019                                                               | Lubiana                                                                | Slovenia                                                               | 3 – 2                                                                  | Israele                                                                | Qual. Euro 2020                                                        | -                                                                      |                                                                        |
| 10-10-2019                                                             | Vienna                                                                 | Austria                                                                | 3 – 1                                                                  | Israele                                                                | Qual. Euro 2020                                                        | -                                                                      |                                                                        |
| 4-9-2020                                                               | Glasgow                                                                | Scozia                                                                 | 1 – 1                                                                  | Israele                                                                | UEFA Nations League 2020-2021 - 1º turno                               | -                                                                      | 90’                                                                    |
| 7-9-2020                                                               | Netanya                                                                | Israele                                                                | 1 – 1                                                                  | Slovacchia                                                             | UEFA Nations League 2020-2021 - 1º turno                               | -                                                                      |                                                                        |
| 8-10-2020                                                              | Glasgow                                                                | Scozia                                                                 | 0 – 0 dts (5 – 3 dtr)                                                  | Israele                                                                | Qual. Euro 2020                                                        | -                                                                      |                                                                        |
| 11-10-2020                                                             | Haifa                                                                  | Israele                                                                | 1 – 2                                                                  | Rep. Ceca                                                              | UEFA Nations League 2020-2021 - 1º turno                               | -                                                                      |                                                                        |
| 14-10-2020                                                             | Trnava                                                                 | Slovacchia                                                             | 2 – 3                                                                  | Israele                                                                | UEFA Nations League 2020-2021 - 1º turno                               | -                                                                      |                                                                        |
| 15-11-2020                                                             | Plzeň                                                                  | Rep. Ceca                                                              | 1 – 0                                                                  | Israele                                                                | UEFA Nations League 2020-2021 - 1º turno                               | -                                                                      |                                                                        |
| 18-11-2020                                                             | Netanya                                                                | Israele                                                                | 1 – 0                                                                  | Scozia                                                                 | UEFA Nations League 2020-2021 - 1º turno                               | 1                                                                      | 84’                                                                    |
| 25-3-2021                                                              | Tel Aviv                                                               | Israele                                                                | 0 – 2                                                                  | Danimarca                                                              | Qual. Mondiali 2022                                                    | -                                                                      |                                                                        |
| 28-3-2021                                                              | Tel Aviv                                                               | Israele                                                                | 1 – 1                                                                  | Scozia                                                                 | Qual. Mondiali 2022                                                    | -                                                                      |                                                                        |
| 31-3-2021                                                              | Chișinău                                                               | Moldavia                                                               | 1 – 4                                                                  | Israele                                                                | Qual. Mondiali 2022                                                    | 1                                                                      |                                                                        |
| 5-6-2021                                                               | Podgorica                                                              | Montenegro                                                             | 1 – 3                                                                  | Israele                                                                | Amichevole                                                             | 1                                                                      | 73’                                                                    |
| 9-6-2021                                                               | Lisbona                                                                | Portogallo                                                             | 4 – 0                                                                  | Israele                                                                | Amichevole                                                             | -                                                                      |                                                                        |
| 1-9-2021                                                               | Tórshavn                                                               | Fær Øer                                                                | 0 – 4                                                                  | Israele                                                                | Qual. Mondiali 2022                                                    | -                                                                      | 84’                                                                    |
| 4-9-2021                                                               | Haifa                                                                  | Israele                                                                | 5 – 2                                                                  | Austria                                                                | Qual. Mondiali 2022                                                    | 1                                                                      | 86’                                                                    |
| 7-9-2021                                                               | Copenaghen                                                             | Danimarca                                                              | 5 – 0                                                                  | Israele                                                                | Qual. Mondiali 2022                                                    | -                                                                      | 69’                                                                    |
| 9-10-2021                                                              | Glasgow                                                                | Scozia                                                                 | 3 – 2                                                                  | Israele                                                                | Qual. Mondiali 2022                                                    | -                                                                      |                                                                        |
| 12-10-2021                                                             | Be'er Sheva                                                            | Israele                                                                | 2 – 1                                                                  | Moldavia                                                               | Qual. Mondiali 2022                                                    | -                                                                      |                                                                        |
| 12-11-2021                                                             | Klagenfurt am Wörthersee                                               | Austria                                                                | 4 – 2                                                                  | Israele                                                                | Qual. Mondiali 2022                                                    | -                                                                      |                                                                        |
| 15-11-2021                                                             | Netanya                                                                | Israele                                                                | 3 – 2                                                                  | Fær Øer                                                                | Qual. Mondiali 2022                                                    | -                                                                      |                                                                        |
| 26-3-2022                                                              | Sinsheim                                                               | Germania                                                               | 2 – 0                                                                  | Israele                                                                | Amichevole                                                             | -                                                                      | 63’                                                                    |
| 29-3-2022                                                              | Netanya                                                                | Israele                                                                | 2 – 2                                                                  | Romania                                                                | Amichevole                                                             | -                                                                      | 46’ 79’                                                                |
| 2-6-2022                                                               | Haifa                                                                  | Israele                                                                | 2 – 2                                                                  | Islanda                                                                | UEFA Nations League 2022-2023 - 1º turno                               | -                                                                      |                                                                        |
| 10-6-2022                                                              | Tirana                                                                 | Albania                                                                | 1 – 2                                                                  | Israele                                                                | UEFA Nations League 2022-2023 - 1º turno                               | 2                                                                      | 81’                                                                    |
| 13-6-2022                                                              | Reykjavík                                                              | Islanda                                                                | 2 – 2                                                                  | Israele                                                                | UEFA Nations League 2022-2023 - 1º turno                               | -                                                                      |                                                                        |
| 25-3-2023                                                              | Tel Aviv                                                               | Israele                                                                | 1 – 1                                                                  | Kosovo                                                                 | Qual. Euro 2024                                                        | -                                                                      |                                                                        |
| 28-3-2023                                                              | Lancy                                                                  | Svizzera                                                               | 3 – 0                                                                  | Israele                                                                | Qual. Euro 2024                                                        | -                                                                      |                                                                        |
| 16-6-2023                                                              | Budapest                                                               | Bielorussia                                                            | 1 – 2                                                                  | Israele                                                                | Qual. Euro 2024                                                        | -                                                                      |                                                                        |
| 19-6-2023                                                              | Gerusalemme                                                            | Israele                                                                | 2 – 1                                                                  | Andorra                                                                | Qual. Euro 2024                                                        | 1                                                                      |                                                                        |
| 9-9-2023                                                               | Bucarest                                                               | Romania                                                                | 1 – 1                                                                  | Israele                                                                | Qual. Euro 2024                                                        | -                                                                      |                                                                        |
| 12-9-2023                                                              | Tel Aviv                                                               | Israele                                                                | 1 – 0                                                                  | Bielorussia                                                            | Qual. Euro 2024                                                        | -                                                                      |                                                                        |
| 6-9-2024                                                               | Debrecen                                                               | Belgio                                                                 | 3 – 1                                                                  | Israele                                                                | UEFA Nations League 2024-2025 - 1º turno                               | -                                                                      | cap. 80’                                                               |
| 9-9-2024                                                               | Budapest                                                               | Israele                                                                | 1 – 2                                                                  | Italia                                                                 | UEFA Nations League 2024-2025 - 1º turno                               | -                                                                      |                                                                        |
| 14-11-2024                                                             | Saint-Denis                                                            | Francia                                                                | 0 – 0                                                                  | Israele                                                                | UEFA Nations League 2024-2025 - 1º turno                               | -                                                                      | cap. 72’                                                               |
| 17-11-2024                                                             | Budapest                                                               | Israele                                                                | 1 – 0                                                                  | Belgio                                                                 | UEFA Nations League 2024-2025 - 1º turno                               | -                                                                      |                                                                        |
| 22-3-2025                                                              | Debrecen                                                               | Israele                                                                | 2 – 1                                                                  | Estonia                                                                | Qual. Mondiali 2026                                                    | -                                                                      | 89’                                                                    |
| 25-3-2025                                                              | Debrecen                                                               | Israele                                                                | 2 – 4                                                                  | Norvegia                                                               | Qual. Mondiali 2026                                                    | -                                                                      | cap.                                                                   |
| 6-6-2025                                                               | Tallinn                                                                | Estonia                                                                | 1 – 3                                                                  | Israele                                                                | Qual. Mondiali 2026                                                    | -                                                                      | 90+1’                                                                  |
| Totale                                                                 |                                                                        | Presenze                                                               | 44                                                                     |                                                                        | Reti                                                                   | 7                                                                      |                                                                        |

## Palmarès
- Campionato ucraino: 2

Šachtar: 2018-2019, 2019-2020
- Coppa ucraina: 1

Šachtar: 2018-2019
- Supercoppa ucraina: 1

Šachtar: 2021
- Campionato inglese di seconda divisione: 1

Leeds Utd: 2024-2025